# Усть-Колекйоган
Усть-Колекйога́н (рос. Усть-Колекъёган) — присілок у складі Нижньовартовського району Ханти-Мансійського автономного округу Тюменської області, Росія. Входить до складу Ваховського сільського поселення.
Населення — 16 осіб (2010, 18 у 2002).
Національний склад станом на 2002 рік: росіяни — 50 %.